# Млинок (річка)
Млино́к — річка в Україні, у межах Зарічненського району Рівненської області. Права притока Веселухи (басейн Дніпра).

## Опис
Довжина Млинка 38 км, площа басейну 144 км². Долина невиразна. Заплава заболочена, пересічна ширина 300 м. Річище помірно звивисте, завширшки до 21 м. Похил річки 0,34 м/км. Русло в нижній течії частково каналізоване і випрямлене.

## Розташування
Витоки розташовані поблизу села Острівська, тече на північ та (частково) північний захід територією Поліської низовини, по території Локницької сільської ради, впадає у Веселуху на схід від села Котири, що біля озера Нобель.
Над річкою розташоване село Локниця.